# Mikhail Petrovich Kirponos
Mikhail Petrovich Kirponos (tiếng Nga: Михаи́л Петро́вич Кирпоно́с, tiếng Ukraina: Михайло Петрович Кирпонос, Mykhailo Petrovych Kyrponos; 12 tháng 1 năm 1892 - 20 tháng 9 năm 1941) là một tướng lĩnh Hồng quân Liên Xô trong Thế chiến thứ hai. Được phong danh hiệu Anh hùng Liên Xô vì khả năng và sự can đảm trong việc chỉ huy một sư đoàn trong chiến dịch Phần Lan 1939-1940, Kirponos được nhớ đến với vai trò lãnh đạo trong cuộc phòng thủ thất bại tại Ukraina trong Trận chiến Brody, Trận chiến Uman và Kiev trong cuộc xâm lược Liên Xô năm 1941 của Đức. Ông tử trận do hỏa lực của Đức bảo vệ Kiev vào ngày 20 tháng 9 năm 1941.

## Thiếu thời
Kirponos sinh ra trong một gia đình nông dân nghèo và làm nghề chăn nuôi. Ông đã bị bắt lính vào năm 1915 và tham gia Thế chiến thứ nhất. Năm 1917, ông gia nhập Hồng quân, chiến đấu trong Nội chiến Nga và tham gia đảng Bolshevik năm 1918. 

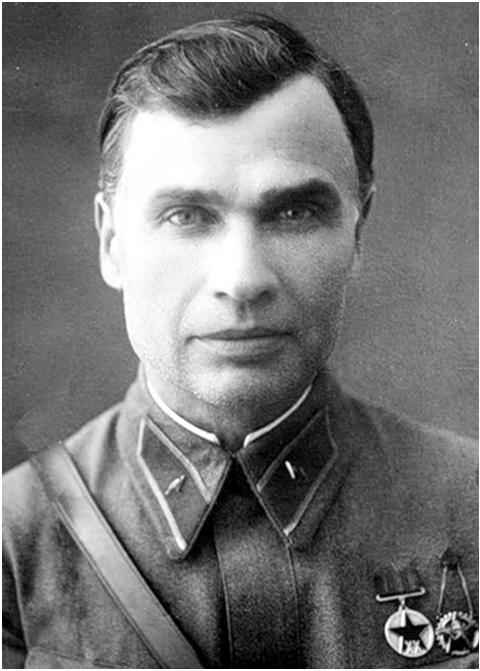
Lữ đoàn trưởng Kirponos. Khoảng năm 1938.

Năm 1927, ông tốt nghiệp Học viện Quân sự Frunze. Sau khi tốt nghiệp, ông là Tham mưu trưởng của Sư đoàn súng trường 44, sau đó là chỉ huy của Trường quân sự Kazan từ năm 1934 đến 1939, đại biểu Xô viết tối cao của Cộng hòa tự trị Tatar.
Ngày 21 tháng 3 năm 1940, ông được trao tặng danh hiệu Anh hùng Liên Xô vì những thành tích của mình trong Chiến tranh Liên Xô-Phần Lan. Ông trở thành chỉ huy của Quân khu Leningrad cùng năm.

## Thế chiến thứ hai
Tháng 2 năm 1941, ông được bổ nhiệm làm Tư lệnh Quân khu Kiev, được chuyển thành Phương diện quân Tây Nam khi bắt đầu Chiến tranh Xô-Đức. Đêm ngày 21 tháng 6 năm 1941, một ngày trước khi Chiến dịch Barbarossa của Đức bắt đầu, Kirponos đã bất chấp chỉ thị nghiêm ngặt từ Stavka để bỏ qua những tin đồn về cuộc xâm lược đang chờ xử lý vào ngày hôm sau và dành cả đêm để chuẩn bị nhiệm vụ chiến tranh cho Quân khu Kiev. Trong khi đó, tướng Dmitry Pavlov, Tư lệnh Quân khu đặc biệt miền Tây, đã tuân thủ lời khẳng định của Stavka rằng những tin đồn về chiến tranh là sự lừa dối và đã đi đến nhà hát opera ở Minsk. Trong khi các đơn vị tiền tuyến của Quân khu miền Tây theo lệnh chung của Stavka, xem bất kỳ cuộc tấn công nào của Đức như là một sự khiêu khích và không bắn trả, giống như tất cả các đơn vị tiền tuyến khác của quân đội Liên Xô ở biên giới đã được chỉ thị, các đơn vị của Quân khu Kiev do Kirponos chỉ huy đã cảnh giác, và đã không hoàn toàn bị bất ngờ. Có thể vì thái độ cảnh giác này của Kirponos và các thuộc cấp mà Quân khu Kiev đã không rơi vào thế bị động hoàn toàn khi quân Đức tấn công.
Bố trí lực lượng cho Phương diện quân Tây Nam khi chiến tranh nổ ra, và lợi thế địa hình đáng kể cũng ủng hộ Kirponos so với các đồng nghiệp của ông ở trên hướng Belorussia. Nói chung, bộ chỉ huy của ông có nhiều lực lượng để triển khai sâu hơn, và Cụm tập đoàn quân Nam của Thống chế von Runstedt cũng chỉ tấn công với một binh đoàn panzer duy nhất, trái ngược với hai binh đoàn panzer của Cụm tập đoàn quân Trung tâm trên hướng Belorussia. Trên thực tế, Stavka tin rằng Kirponos có đủ lực lượng dưới quyền chỉ huy của mình để tuân thủ hiệu quả "Chỉ thị số 3" của Tổng tham mưu trưởng Georgy Zhukov, yêu cầu tổ chức một cuộc phản công của Phương diện quân Tây Nam với mục tiêu chiếm giữ Lublin mà quân Đức đã chiếm đóng trên đất Ba Lan. Kirponos và các thuộc cấp của ông đã rất hào hứng với đề xuất đầy tham vọng này.
Ngay sau đó, Zhukov đã đến chỉ huy sở của Phương diện quân Tây Nam tại Ternopil cùng với Nikita Khrushchev để trực tiếp phối hợp hoạt động. Kết quả là cuộc tấn công ác liệt vào sườn của Cụm Panzer số 1 đang tiến về Kiev của tập đoàn quân số 5 và 6, được gọi là Trận Brody.
Tuy nhiên, các vấn đề về liên lạc, hậu cần và phối hợp bất cập đã gây khó khăn nghiệm trọng cho việc tác chiến, và do đó, Quân đoàn Cơ giới đã không kịp phối hợp, do nó không thể tập kết tại các điểm xuất phát đúng thời điểm quy định. Các đơn vị tập hợp một cách vô tổ chức, không có trang thiết bị bổ sung đầy đủ và ngay lập tức phải bước vào trận chiến.
Việc mâu thuẫn giữa Zhukov và Kirponos về cuộc tấn công đã làm sâu sắc thêm những vấn đề này khi Kirponos ra lệnh chấm dứt cuộc tấn công vào ngày 27 tháng 6, vì ông muốn rút ngắn chiến tuyến của mình, "để ngăn chặn các nhóm xe tăng địch từ việc thâm nhập vào phía sau của các tập đoàn quân 6 và 26", theo như hồi ký của Nguyên soái Ivan Bagramyan, bấy giờ là Đại tá, Trưởng phòng Tác chiến Phương diện quân. Lệnh này nhanh chóng bị Zhukov phản đối, và ra lệnh tiếp tục tấn công, một mệnh lệnh đã nhanh chóng bị từ chối "trách nhiệm cá nhân" của chỉ huy của Quân đoàn cơ giới 9, Konstantin Rokossovsky,  khác với chỉ huy Quân đoàn cơ giới 8, mà không biết rằng ông ta đang phải thực hiện một mình.
Bỏ qua những khó khăn và thiệt hại của phần lớn lực lượng xe tăng tham chiến, bộ chỉ huy Đức đã mất cảnh giác.
Trong khu vực của Cụm tập đoàn quân Nam, giao tranh khốc liệt tiếp tục diễn ra ở cánh phải Cụm Panzer 1. Quân đoàn xe tăng 8 của Nga đã khoét sâu vào mặt trận và giờ đang ở phía sau Sư đoàn Panzer 11. Sự xâm nhập này đã uy hiếp nghiệm trọng hậu tuyến của chúng tôi ở khu vực giữa Brody và Dubno. Kẻ thù đang đe dọa Dubno từ phía Tây Nam;... chúng cũng có một số cụm xe tăng độc lập đang hoạt động phía sau Cụm Panzer 1, đang tìm cách lấp lại các lỗ hổng đáng kể.— Franz Halder, nhật ký

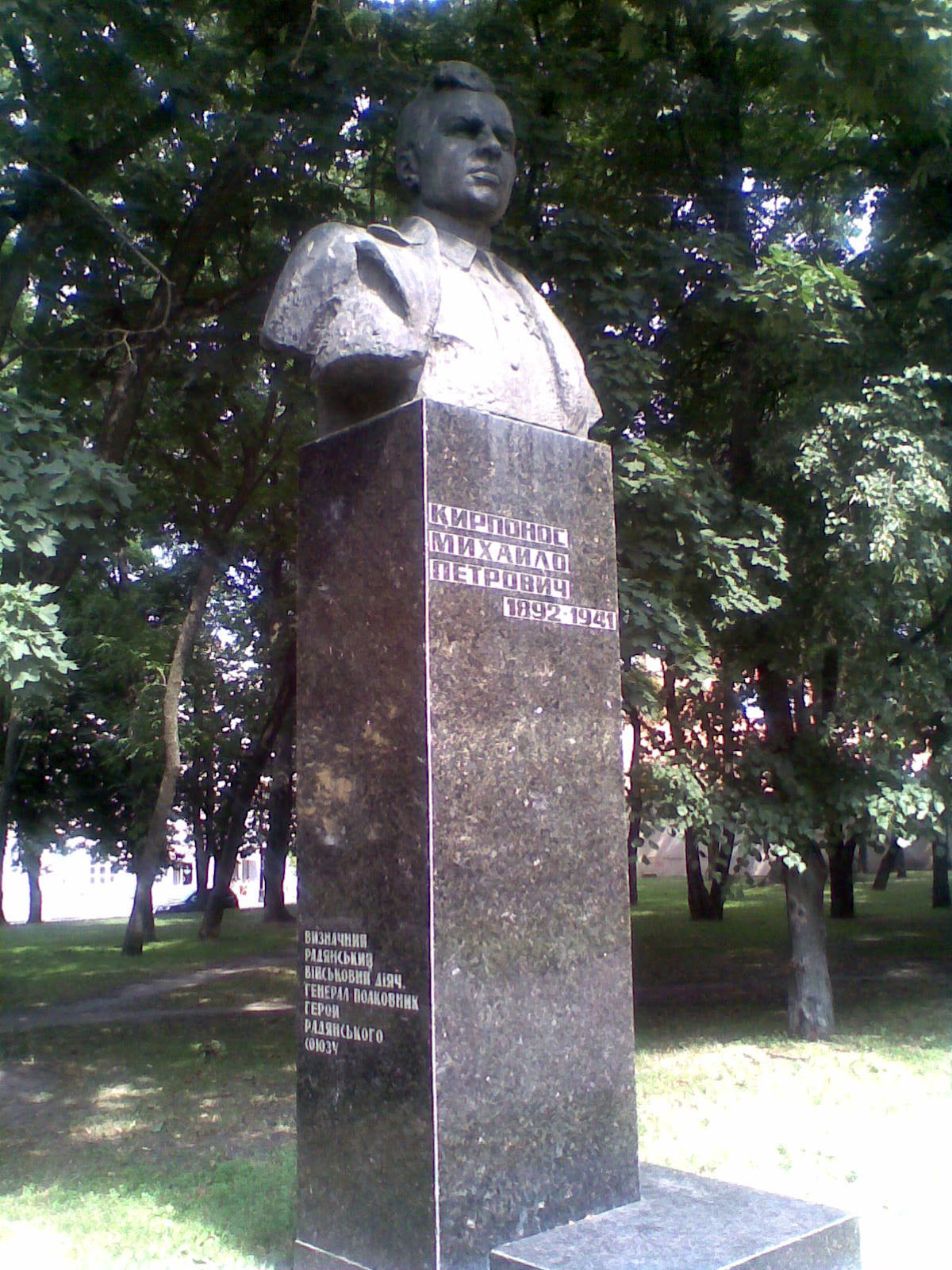
Đài tưởng niệm Kirponos ở Chernihiv.

Ở trong thế đối đầu, Phương diện quân Tây Nam đã làm tương đối tốt hơn các phương diện quân khác trong các trận chiến biên giới, và nói chung vẫn duy trì sự gắn kết tổ chức và một số sáng kiến hoạt động, dù Nikita Khrushchev từng lưu ý rằng Zhukov "Tôi e rằng chỉ huy của bạn (Kirponos) ở đây khá yếu". Tuy vậy, Zhukov sớm buộc phải quay trở lại Moskva do tình hình nguy cấp đang phát triển dọc theo trục Bialystok-Minsk-Smolensk. Phương diện quân Tây Nam và Phương diện quân Nam mới thành lập được thành lập trên cơ sở của Quân khu Odessa, sau đó được đặt dưới sự chỉ huy của Bộ Tổng tư lệnh "Hướng Tây Nam" do Nguyên soái Semyon Budyonny chỉ huy, một cộng sự lâu năm của Stalin. Trong chiến dịch vào giữa tháng 7, cụm quân này phải chịu một kết quả thảm hại trong Trận chiến Uman.
Sau đó, lực lượng Hồng quân do Kirponos chỉ huy đã chiến đấu trong Trận chiến Kiev. Tại đây, Hồng quân Liên Xô, vốn đã thiệt hại trầm trọng bởi những sai lầm nghiêm trọng của Stalin và các nhà lãnh đạo quân sự cấp cao, đã bị tổn thất nặng nề do lợi thế áp đảo của quân Đức. Chính Kirponos cũng hy sinh sau một trận pháo kích của quân Đức trong khi chỉ huy những đơn vị còn sót lại tìm cách rút khỏi vòng vây.
Ban đầu, Kirponos được chôn cất trong khu rừng Shumeikovo, nằm ở phía Tây nam thành phố Lokhvytsia. Sau khi Liên Xô tái kiểm soát được khu vực này, tháng 12 năm 1943, hài cốt của Thượng tướng Mikhail Kirponos đã được cải táng với đầy đủ danh dự quân sự về Kiev, an táng trong Vườn thực vật Fomin. Năm 1957, tro cốt của ông được chuyển đến Công viên vinh quang vĩnh cửu (Парк Вічної Слави).
Hơn 60 năm sau, và sau khi Liên Xô sụp đổ, Kirponos vẫn được đánh giá cao ở cả Ukraina và Nga vì sự lãnh đạo, dũng cảm và tính cách quân sự mẫu mực của ông.

## Lược sử quân hàm
- Lữ đoàn trưởng (комбриг) — 26 tháng 10 năm 1935[7].
- Sư đoàn trưởng (комдив) — 4 tháng 11 năm 1939
- Trung tướng (генерал-лейтенант) — 4 tháng 6, 1940
- Thượng tướng (генерал-полковник) — 22 tháng 2, 1941

## Đời tư
Năm 1911, Kirponos kết hôn với Olimpiada Polyakova, con gái của một người làm yên ngựa. Ông bà ly dị vào năm 1919, sau khi ly hôn, người con gái được ông nuôi dưỡng. Cùng năm đó, ông kết hôn lần thứ hai với Sophia Piotrovskaya. Dù nhiều người thân của bà đã bị đàn áp trong thập niên 1930, nhưng Kirponos đã không ly dị.